# Louis Dumas (compositeur)
Pour les articles homonymes, voir Louis Dumas et Dumas.
Louis Dumas né à Paris le 24 décembre 1877 et mort à Dijon le 8 mai 1952 est un compositeur français.

## Biographie
Louis Charles Dumas est le fils de Louis Justin Gustave Dumas, professeur, et Claire Gabrielle Roger. Frère du poète Charles Dumas.
Il est élève de Charles Lenepveu.
Deuxième second prix en 1905, il remporte le grand prix de Rome l'année suivante et devient pensionnaire de l'Académie de France à Rome.
Lorsqu'éclate la Première Guerre mondiale, il intègre le 73e régiment d'infanterie territoriale.
En 1919, il épouse à Flavigny, Louise Jeanne Rossi.
En 1922, il quitte Paris pour Dijon où il devient directeur du conservatoire de musique.

## Distinctions
- Croix de guerre avec étoile de bronze (cité à l'ordre du régiment)
- Officier de l'Instruction publique[1]
- Chevalier de la Légion d'honneur (1931)[1]